# قرار مجلس الأمن التابع للأمم المتحدة رقم 1537
قرار مجلس الأمن التابع للأمم المتحدة رقم 1537، المتخذ بالإجماع في 30 آذار / مارس 2004، بعد التذكير بجميع القرارات السابقة بشأن الحالة في سيراليون، مدد المجلس ولاية بعثة الأمم المتحدة في سيراليون لمدة ستة أشهر حتى 30 أيلول / سبتمبر 2004 مع بقاء القوة المتبقية في البلاد حتى يونيو 2005.

## القرار

### أعمال
وبتمديد ولاية بعثة الأمم المتحدة في سيراليون، رحب المجلس بتعديل الأمين العام للجدول الزمني للانسحاب لضمان مزيد من التخفيض التدريجي العسكري. وحث حكومة سيراليون على مواصلة الجهود لتطوير قوة شرطة وجيش ونظام عقوبات مستقل وقضاء مستقل حتى يمكنها تحمل المسؤولية الكاملة من بعثة الأمم المتحدة في سيراليون في نهاية تفويضها. كما حث المجلس الحكومة على زيادة الرقابة والتنظيم على صناعة تعدين الماس.
سمح القرار بوجود متبقٍ لبعثة الأمم المتحدة في سيراليون بالبقاء في سيراليون حتى يونيو 2005،  بينما تم تخفيضه إلى 3250 جنديًا و141 مراقبًا عسكريًا و80 من شرطة الأمم المتحدة. وسيتم ترتيب مهام الموظفين المتبقين بحلول 30 أيلول / سبتمبر 2004. وفي غضون ذلك، طُلب من الأمين العام أن يقدم تقريرا عن الحالة في سيراليون، والصراع في ليبريا، وعن عمل المحكمة الخاصة لسيراليون بحلول 15 أيلول / سبتمبر 2004، مع الترحيب بشكل خاص باعتزامه الحفاظ على أحوال حقوق الإنسان، الإنسانية، الأمن والحالة السياسية في سيراليون قيد الاستعراض.
وأعرب المجلس عن تقديره لعمل المحكمة الخاصة ولكنه لاحظ الشواغل المالية، ودعا البلدان إلى تقديم المساهمات غير المسددة. وأخيراً، طُلب من بعثة الأمم المتحدة في سيراليون تقاسم خبرتها مع بعثة الأمم المتحدة في ليبريا وعملية الأمم المتحدة في كوت ديفوار، لا سيما فيما يتعلق بتحركات الأسلحة والمقاتلين عبر الحدود.

## روابط خارجية
- نص القرار في undocs.org